# Turniej o Łańcuch Herbowy Miasta Ostrowa Wielkopolskiego 1982
Turniej o Łańcuch Herbowy Miasta Ostrowa Wielkopolskiego 1982 – turniej żużlowy, rozegrany po raz 30. w Ostrowie Wielkopolskim, w którym zwyciężył Czechosłowak Petr Kučera.

## Wyniki
- Ostrów Wielkopolski, 24 października 1982
- Sędzia:

| Msc. | Zawodnik             | Państwo        | Pkt |             |  |
| ---- | -------------------- | -------------- | --- | ----------- |  |
| 1    | Petr Kučera          | Czechosłowacja | 15  | (3,3,3,3,3) |  |
| 2    | Roman Jankowski      | Leszno         | 14  |             |  |
| 3    | Jan Hadek            | Czechosłowacja | 11  |             |  |
| 4    | Ryszard Buśkiewicz   | Leszno         | 10  |             |  |
| 5    | Pavel Karnas         | Czechosłowacja | 10  |             |  |
| 6    | Andrzej Huszcza      | Zielona Góra   | 9   |             |  |
| 7    | Jan Krzystyniak      | Zielona Góra   | 8   |             |  |
| 8    | Stanislav Urban      | Czechosłowacja | 7   |             |  |
| 9    | Włodzimierz Heliński | Leszno         | 7   |             |  |
| 10   | Zdenek Vaculik       | Czechosłowacja | 7   |             |  |
| 11   | Jacek Brucheiser     | Ostrów Wlkp.   | 6   |             |  |
| 12   | Peter Tonhauser      | Czechosłowacja | 6   |             |  |
| 13   | Wieław Sobczak       | Ostrów Wlkp.   | 5   |             |  |
| 14   | Ryszard Małecki      | Ostrów Wlkp.   | 4   |             |  |
| 15   | Grzegorz Ajnabacher  | Ostrów Wlkp.   | 1   |             |  |
| 16   | Kazimierz Świdziński | Ostrów Wlkp.   | 0   |             |  |
|      | rez. Zdzisław Sowa   | Ostrów Wlkp.   |     |             |  |